# Kírovske (Crimea)
Kírovske (fins a 1945 Islam-Terek; ucraïnès: Кіровське, tàtar de Crimea: İslâm Terek, Ислям Терек) és un assentament de tipus urbà a l'est de Crimea. És el centre administratiu del raion de Kírovske. Forma l'assentament rural de Kírovske (segons la divisió territorial administrativa d'Ucraïna, el Consell de Kírovske) com a únic assentament en la seva composició.
Es troba a la part oriental de l'estepa de la península de Crimea, a 121 km del centre administratiu de la ciutat de Simferòpol, i a 20 km de l'autopista Simferòpol - Novorossisk. Una línia de ferrocarril d'una sola via Djankoi - Kertx passa pel poble, on es troba l'estació de Kírovske. Hi ha una estació d'autobusos, el servei d'autobusos s'organitza amb les ciutats de Feodòssia, Djankoi, Kertx, Simferòpol, Sebastòpol, Kherson i els assentaments del raion de Kírovske. Té una superfície de 5,99 quilòmetres quadrats. El nom històric del poble, canviat l'any 1945, després de la deportació dels tàtars de Crimea era Isliam-Terek.

## Història

### Isliam-Terek
La primera menció documental del poble es troba a la descripció cameral de Crimea... l'any 1784, a jutjar per la qual, en l'últim període del kanat de Crimea, Barak va formar part del kadiluk de Starí Krim (Vella Crimea) dels caimacans de Caffa (Feodòssia). Després de l'annexió de Crimea a Rússia el 19 (8) d'abril de 1783, per decret personal de Caterina II al Senat, al territori de l'antic kanat de Crimea es va formar l'óblast de Tàurida i el poble va ser assignat a Levkopolski, i després de la liquidació de Levkopolski el 1787 va passar a formar part de l'uiezd de Feodòssia de l'óblast de Tàurida. Després de les reformes de Pau I, de 1796 a 1802, va formar part de l'uiezd d'Akmetxet (Simferòpol) de la gubèrnia de Nova Rússia. Segons la nova divisió administrativa, després de la creació de la gubèrnia de Tàurida el 8 (20) d'octubre de 1802, Isliam-Terek va ser inclòs al vólost de Parpatx de l'uiezd de Feodòssia.
Segons el «Registre del nombre de viles, els noms d'aquestes, les seves llars... que formen part de l'uiezd de Feodòssia des del 14 d'octubre de 1805», al poble d'Ielaien-Terek hi havia 25 llars i 124 habitants, la terra pertanyia al general Neranjitx. Al mapa topogràfic militar del general major Mukhin de l'any 1817, les viles d'Isliam-Terek i Uzun-Isliam-Terek hi apareixen amb 25 llars totes dues. Després de la reforma de la divisió del vólost de 1829, Isliam-Terek, segons el Registre de vólosts estatals de la gubèrnia de Tàurida de 1829, va ser assignat al vólost d'Agerman (Parpatx). Aleshores, pel que sembla, a causa de l'emigració dels tàtars de Crimea a Turquia, el poble es va buidar i en un mapa de 1842 Biuk-Isliam-Terek i Kutxuk-Isliam-Terek hi apareixen amb el signe convencional de "vila petita", és a dir, de menys de 5 llars.

### Neidorf
Al lloc dels assentaments, el 1849, segons el diccionari enciclopèdic "Alemanys de Rússia", els luterans alemanys de Crimea, van fundar Neidorf en 1.446 dessiatines de terra, en la qual el 1859 hi havia 15 llars i 6.510 dessiatines.
A la dècada de 1860, després de la reforma del zemstvo d'Alexandre II, el poble va ser assignat al vólost de Vladislàvovka. Segons la «Llista de llocs poblats de la gubèrnia de Tàurida segons la informació de 1864», compilada segons els resultats de la VIII revisió de 1864, Neidorf (també conegut com Isliam-Terek) és una colònia alemanya dels càrrecs del comitè de síndics, amb 20 llars, 131 habitants i una casa de pregària luterana, al manantial de Subaix. Al mapa tridimensional de Schubert de 1865-1876, hi apareixen 22 llars a la colònia Neidorf.
El 4 de juny de 1871 va ser aprovat per la màxima autoritat el Reglament sobre la disposició dels colons-propietaris (antics colons)..., segons el qual es va formar el vólost alemany de Tsiurikhtal (Zolotoie Pole) i Neidorf va ser inclòs en la seva composició. El 1886, a la colònia alemanya de Neidorf (també conegut com Isliam-Terek), segons l'obra de referència «Els vólosts i assentaments més importants de la Rússia europea», hi vivien 148 persones en 23 llars, hi havia una casa de pregària, una escola i una botiga. Segons el «Llibre memorial de la gubèrnia de Tàurida de l'any 1889», segons els resultats de la X revisió de 1887, hi havia 37 llars i 209 habitants a la vila de Neidorf. Segons l'enciclopèdia "Alemanys de Rússia" la vila posteriorment es va tornar a anomenar Isliam-Terek.

### Isliam-Terek
Després de la reforma del zemstvo de la dècada de 1890, el poble va tornar a ser assignat al vólost de Vladislàvovka. Segons el «... Llibre memorial de la gubèrnia de Tàurida per l'any 1892» al poble d'Isliam-Terek, que formava part de l'obsxina d'Isliam-Terek, hi havia 23 llars i 136 habitants. Segons el «... Llibre memorial de la gubèrnia de Tàurida per l'any 1902» al poble d'Isliam-Terek, hi havia 128 residents en 25 llars. L'any 1905 la població era de 172 habitants i l'any 1911 de 140. Segons el «Manual d'estadística de la gubèrnia de Tàurida. Part II. Assaig estadístic, número 5 uiezd de Feodòssia, any 1915», al poble d'Isliam-Terek, vólost de Vladislàvovka, uiezd de Feodòssia, hi havia 29 llars amb una població alemanya de 90 residents registrats i 122 "forasters" (el 1918-137).
Després de l'establiment del poder soviètic a Crimea, per un decret del Krimrevkom del 8 de gener de 1921, el sistema de vólosts va ser abolit i el poble va passar a formar part del recentment creat raion de Vladislàvovka de l'uiezd de Feodòssia, i el 1922 els uiezdi van ser nomenats ókrugs. L'11 d'octubre de 1923, d'acord amb la decisió del Comitè Executiu Central de Totes les Rússies (VTsIK, en rus: ВЦИК), es van fer canvis a la divisió administrativa de la República Autònoma Socialista Soviètica de Crimea, com a resultat de la qual es van liquidar els ókrugs i el raion de Vladislàvovka es va convertir en una unitat administrativa independent. Pel decret del Comitè Executiu Central de Totes les Rússies del 4 de setembre de 1924 «Sobre l'abolició d'algunes àrees de l'RSS Autònoma de Crimea». El raion de Vladislàvovka l'octubre de 1924 es va transformar en el raion de Feodòssia i la vila hi fou inclosa. El 1925 es va formar el selsovet (consell rural) d'Isliam-Terek. D'acord amb la «Llista d'assentaments de l'RSSA de Crimea segons el cens de tota la Unió del 17 de desembre de 1926», al poble d'Isliam-Terek, el centre del selsovet d'Isliam-Terek del raion de Feodòssia, hi havia 86 llars, de les quals 71 eren de camperols, la població era de 376 persones, de les quals 263 eren alemanys, 29 búlgars, 14 russos, 7 tàtars i 1 armeni. Hi havia una escola primària alemanya. Pel decret del Comitè Executiu Central de Totes les Rússies «Sobre la reorganització de la xarxa de raions de l'RSSA de Crimea» del 30 d'octubre de 1930, el raion de Staro-Krimski (Vella Crimea) es va separar (reconstruir) del raion de Feodòssia (segons altres fonts, el 15 de setembre de 1931) i la vila es va incloure en la seva composició, i el 1935, es va decidir Isliam-Terek com el centre del raion de Kírovskoie. Poc després de l'inici de la Gran Guerra Patriòtica, el 18 d'agost de 1941, els alemanys de Crimea van ser deportats, primer al krai de Stàvropol, i després a Sibèria i al nord del Kazakhstan. Pel decret del Presídium del Soviet Suprem de la RSFSR del 21 d'agost de 1945, Isliam-Terek va ser rebatejat com Kírovskoie. Des del 25 de juny de 1946, Kírovskoie forma part de l'óblast de Crimea de la RSFSR. El 26 d'abril de 1954, l'óblast de Crimea va ser transferida de la RSFSR a l'RSS d'Ucraïna. Des de 1957, Kírovskoie és un assentament de tipus urbà. Pel decret del Presídium del Soviet Suprem de l'RSS d'Ucraïna «Sobre l'ampliació dels raions rurals de l'óblast de Crimea», del 30 de desembre de 1962, el raion de Kírovskoie va ser abolit i Kírovskoie va ser annexat al de Nijnegorski. L'1 de gener de 1965, per decret del Presídium del Soviet Suprem de l'RSS d'Ucraïna «Sobre la introducció d'esmenes als raions administratius de l'RSS d'Ucraïna per a l'óblast de Crimea», el raion va ser restaurat. Des del 12 de febrer de 1991, el poble va passar a formar part de la restablerta RSSA de Crimea, rebatejada com a República Autònoma de Crimea el 26 de febrer de 1992.
Des del 21 de març de 2014, després que es consumés l'annexió de Crimea a la Federació de Rússia, forma part de la República de Crimea com a subjecte de la Federació de Rússia. El 12 de maig de 2016, el Parlament d' Ucraïna va adoptar una resolució sobre el canvi de nom del poble a Isliam-Terek (ucraïnès: Іслям-Терек), d'acord amb les lleis sobre la descomunització, però, aquesta decisió no entra en vigor fins "el retorn de Crimea sota la jurisdicció general d'Ucraïna".

## Població
- 1926 - 376 persones. (268 alemanys, 60 russos, 14 ucraïnesos, 7 tàtars de Crimea).
- 1989 - 7.642 persones.

## Economia
La base del complex econòmic nacional del poble és la indústria, la construcció de capital, el transport, i els serveis culturals i socials. La indústria del poble està representada per aquestes empreses: OATP "Empresa de reparació-transport de Kírovskoie" (construcció de màquines i metall, actualment ja no existeix), Fleca de la Unió de Consumidors del Raion de Kírovskoie (en l'actualitat ja no existeix), l'impremta, OATP "Fàbrica de pinso de Kírovskoie" (ja no existeix). La construcció de vivendes residencials i culturals la va dur a terme la secció autosuficient núm. 17 "Krimagrostroi" (actualment ja no existeix) i la columna mòbil mecanitzada 57 "Krimagrostroi-2" (actualment ja no existeix). També hi ha sucursals de grans bancs russos: Genbank, BNCR, el Banc de Txernomorski. Hi ha una oficina de correus regional i un centre de telefonia regional, també hi ha un gran ascensor i una petita estació de ferrocarril (per a mercaderies i passatgers).

## Àmbit social
Hi ha una escola МБОУ (transcrit MBOU, institució municipal d'educació general pressupostària) "Escola de Kírovskoie núm. 1", una MBOU "Escola-gimnàs de Kírovskoie núm. 2", la institució d'educació preescolar "Rossinka núm. 13", la institució d'educació preescolar "Aligot", un centre de creativitat infantil, l'hospital del raion central amb una clínica, una Casa de Cultura, un cinema, la biblioteca del raion central, una biblioteca infantil, una escola de música, botigues de diverses formes de propietat, 9 grups d'art amateur, una escola esportiva infantil i juvenil, un hotel, i sucursals del Genbank i del BNCR. Hi ha una església ortodoxa i una mesquita. Un dels carrers porta el nom de l'Heroi de la Unió Soviètica Ivan Mikhàilovitx Krasnosselski, que abans de la guerra treballava com a conductor del MTS local.
Al sud, a uns 8 km de distància, es troba la filial del centre de proves de Kírovskoie 929 ГЛИЦ (Centre Estatal de Proves de Vol) de les Forces Aeroespacials de Rússia (a Ucraïna - el complex de proves de vol 168 de la Força Aèria d'Ucraïna), capaç de rebre tot tipus d'avions.